# نمل محارب غريبودوي
نمل محارب غريبودوي (الاسم العلمي:Dorylus gribodoi) هو نوع من النمل يتبع جنس النمل المحارب من أسرة النملاوات المحاربة.